# Kolonia Łeknica
Kolonia Łeknica – nieoficjalna kolonia wsi Łeknica w Polsce położona w województwie zachodniopomorskim, w powiecie szczecineckim, w gminie Barwice.
W latach 1975–1998 osada położona była w województwie koszalińskim.